# Mont Viso
Le mont Viso, ou « le Viso » (en italien Monviso, en occitan mont Vísol ou Vísol), culminant à 3 841 mètres, est l'un des plus hauts sommets des Alpes italiennes et le point culminant des Alpes cottiennes. Il se trouve dans la région italienne du Piémont, à proximité du Queyras et de la source du Pô.

## Toponymie
Son nom Viso vient peut-être de Vesulus ou Vesulo, soit « mont visible ». De fait, côté italien, sa majestueuse et imposante pyramide semble surgir de nulle part, ce qui rend sa silhouette visible et facilement reconnaissable sur une grande distance.

## Géographie

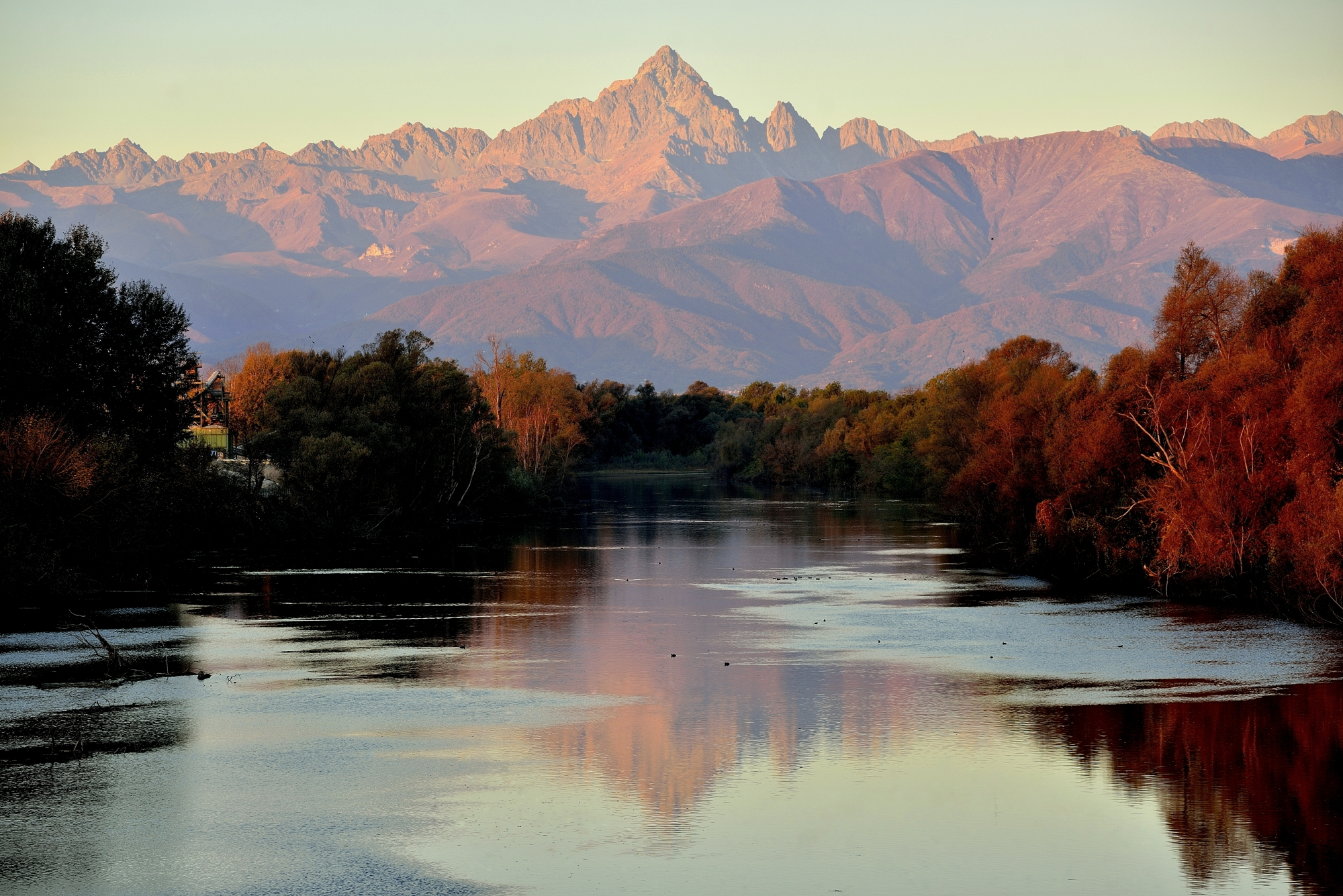
Le mont Viso depuis l'Italie, à Pancalieri. Octobre 2017.

### Situation, topographie
Le mont Viso est situé en territoire italien. Il est entouré par le val Pô (valle Po) au nord et à l'est et par le val Varaita (valle Varaita) à l'ouest.
Du haut de ses 3 841 mètres, il domine les Alpes cottiennes, sous-ensemble compris entre les cols frontaliers du Mont-Cenis et de Larche, entre les Alpes grées au nord et les Alpes maritimes au sud.
Le Viso dépasse remarquablement des sommets environnants, les dominant généralement de plus de 500 mètres. La seconde plus haute cime dans la région est l'aiguille de Chambeyron, haute de « seulement » 3 412 mètres. Seuls les Écrins rivalisent en altitude, à plus de 60 kilomètres.
À son pied, précisément à Pian del Re (2 020 m), dans la haute vallée du Pô, commune de Crissolo, sourd le Pô, le plus long fleuve d'Italie, alimenté par les glaciers (actuellement en recul) et les innombrables lacs nichés aux pied du mont Viso, avec un débit relativement stable.

### Géologie
Du point de vue géologique, le mont Viso est un batholite de roches vertes.
Le site est réputé sur le plan géologique car c'est un lieu d'observation privilégié des ophiolites, roches de la croûte océanique à l’origine de la formation des Alpes qui témoignent de subductions anté-collision. Le pilier du mont Viso est constitué essentiellement de basalte métamorphisé et de métagabbros éclogites.

### Climat
En raison de sa géomorphologie et de sa position, le mont Viso semble « attirer » les brumes de la plaine du Pô. Très souvent, la montagne est dans les nuages dès la fin de la matinée, y compris les jours de beau temps.

## Histoire
Plus bas, les pentes du Viso furent le siège d'une carrière néolithique de jade, entre 2 000 et 2 400 mètres d'altitude. Son pic d'exploitation est évalué à 5000 av. J.-C. La jadéite était utilisée pour fabriquer des haches cérémonielles, que l'on retrouve dans toute l'Europe occidentale,.
Non loin se trouve le pertuis du Viso, premier tunnel creusé sous les Alpes, à la fin du XVe siècle, entre 2 915 et 2 900 m d'altitude (galerie en pente vers le côté piémontais). Réalisé à l'initiative de Ludovico II de Saluces pour relier au Dauphiné son marquisat et sécuriser la route du sel issu de l'étang de Berre, ce projet, présenté au Parlement de Grenoble, a reçu l'aide du roi de France, Louis XI, du marquis de Montferrat et du seigneur de Provence. Achevé en 1480, après deux années de travaux, d'une longueur de 75 mètres, il permettait le passage d'un mulet bâté et d'un homme courbé et est encore praticable de nos jours. Il permettait d'éviter le difficile col de la Traversette, à 2 947 mètres d'altitude, de réduire de trois jours le trajet de Grenoble à Saluces, en évitant le duché de Savoie qui contrôle alors le col du Mont-Cenis, et de raccourcir sensiblement l'itinéraire de la Provence à Turin par rapport au col de Montgenèvre.
La première ascension certaine du mont Viso fut réalisée par William Mathews, Frederick William Jacomb, Michel Croz et Jean-Baptiste Croz, le 30 août 1861. Moins d'un an plus tard, le 4 juillet 1862, Francis Fox Tuckett réitérait l'exploit, accompagné des guides Michel Croz de Chamonix, Peter Perren de Zermatt et Bartolomeo Peyrot de Bobbio Pellice, premier Italien à atteindre ce sommet. En 1863, l'ascension victorieuse par Quintino Sella et les guides de la Val Varaita Giovanni Battista Abbà, Raimondo Gertoux et Giuseppe Bodoino allait déboucher sur la fondation du Club alpin italien par Quintino Sella. En 1879, Paul Guillemin et André Salvador de Quatrefages réussirent l'ascension par la face nord-ouest. L'arête orientale a été gravie pour la première fois par Guido Rey en compagnie du guide Antonio Castagneri en avril 1887 tandis que le face nord-est fut conquise par le même Guido Rey en 1898. Aldo Bonacossa réalisa l'ascension directe de la face nord-ouest du mont Viso avec L. Binaghi et Vitale Bramani en 1931.
Des recherches conduites par Olivier Joseph, Paul Billon-Grand, Eugenio Garoglio et Alexandre Nicolas, notamment dans les archives du service historique de la Défense, ont permis de comprendre l’ampleur des travaux conduits sur le terrain par les officiers-géographes aux XVIIIe et XIXe siècles. Selon elles, deux ascensions du mont Viso eurent lieu avant la « première » de William Matthews, dans le cadre des opérations de relevé topographique du territoire du Dauphiné ordonnées par l'État-major en 1751 : la première par les porteurs chargés de monter le matériel nécessaire à l'édification des signaux nécessaires pour effectuer les triangulations, et la seconde par les ingénieurs cartographes afin d'effectuer leurs relevés.

## Activités

### Randonnée et alpinisme

#### Ascension

##### Voie normale

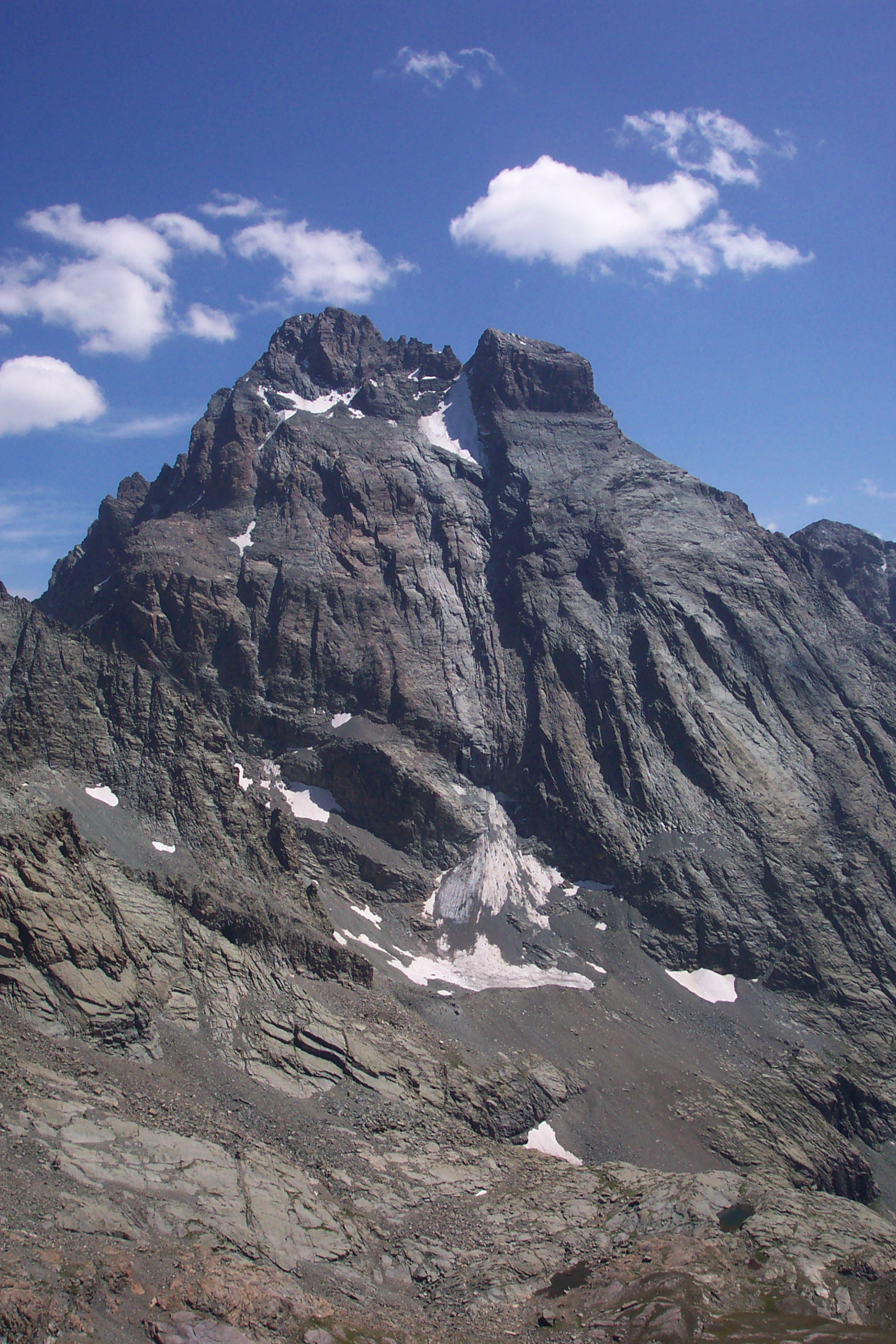
Face ouest du mont Viso, depuis le col Vallante.

La voie normale d'ascension du mont Viso consiste à gravir sa face sud, un parcours sans grande difficulté technique mais très exigeant en raison du terrain et des nombreuses désescalades et assez fréquenté pendant les mois d'été.
Ce versant est classé F (facile) ou PD (peu difficile) selon les conditions d'enneigement.
Au départ il est nécessaire de rallier le refuge de Quintino Sella (2 640 m), depuis Pian del Re (Piano della Regina). Il faut ensuite contourner la montagne et franchir le col des Sagnettes (2 991 m) pour se diriger vers la face sud. À partir du bivouac Lino Andreotti (3 225 m), le mur est attaqué et gravi assez aisément, avec des pas d'escalade ne dépassant pas le 3+. L'ascension complète de la voie normale est effectuée en deux jours : il est conseillé de dormir au refuge Quintino Sella le premier jour (environ 2 heures de marche depuis Pian del Re) puis de partir le lendemain à l'aube car la course se fait dans la journée (environ 5 heures de marche pour atteindre le sommet). L'ascension entière affiche 2 000 mètres de dénivelé, auquel il faut rajouter la redescente du col des Sagnettes (environ 150 m)[précision nécessaire]. L'arrivée de la voie normale se fait par la face est.
Un autre départ est possible depuis Castello (Italie) à 1 600 m via le col Agnel (Queyras) sur 2 jours. À la sortie du village, prendre direction refuge Vallanta puis à l'altitude 2 000 m prendre à droite en direction du bivouac Boarelli (2 830 m, 12 places) par le très raide vallon de la Forciolline qui rejoint les lacs de Forciolline. Du bivouac, prendre la direction du bivouac Andreotti (3 200 m) en rejoignant la voie normale qui vient du refuge Quintino Sella. L'ascension du mont Viso débute à ce bivouac.

##### Arête est
Une seconde possibilité consiste à gravir en suivant l'arête est. Ce parcours comporte toutefois davantage de difficultés que la voie normale. Elle est cotée PD ou AD- selon les topos. Cette ascension est de l'ordre de l'escalade. Vue sa longueur elle est considérée ADinf en évitant la Tour; sinon D pour la Tour.
À partir du refuge de Quintino Sella, contourner le Grand lac du Viso et se diriger vers l'ouest, jusqu'au pied de la face est. Cet itinéraire présente des passages de deuxième et troisième degré voire quatrième degré si on ne contourne pas la tour de Saint-Robert.
Suivre un cheminement d'escalade logique et direct jusqu'au pied de la Tour. Soit l'escalader directement (4a, 4b, 4c) soit l'éviter par un couloir à gauche. Suivre ensuite une ligne directe jusqu'au sommet (5 à 6 h).

##### Voie Coolidge
Enfin un tout autre parcours, à la fois original et long, emprunte la face nord. Il a été parcouru la première fois par William Auguste Coolidge. Il nécessite de franchir le glacier Coolidge et le couloir du même nom.

#### Tour du Viso
Depuis de nombreuses années, l'usage s'est diffusé parmi les amateurs de trekking et de randonnée pédestre de réaliser le tour du mont Viso à pied, soit en bivouaquant, soit en passant la nuit dans les refuges. C'est une manière particulièrement agréable de découvrir les facettes de cette montagne, agrémentée par la présence de nombreux lacs d'altitude.

#### Refuges

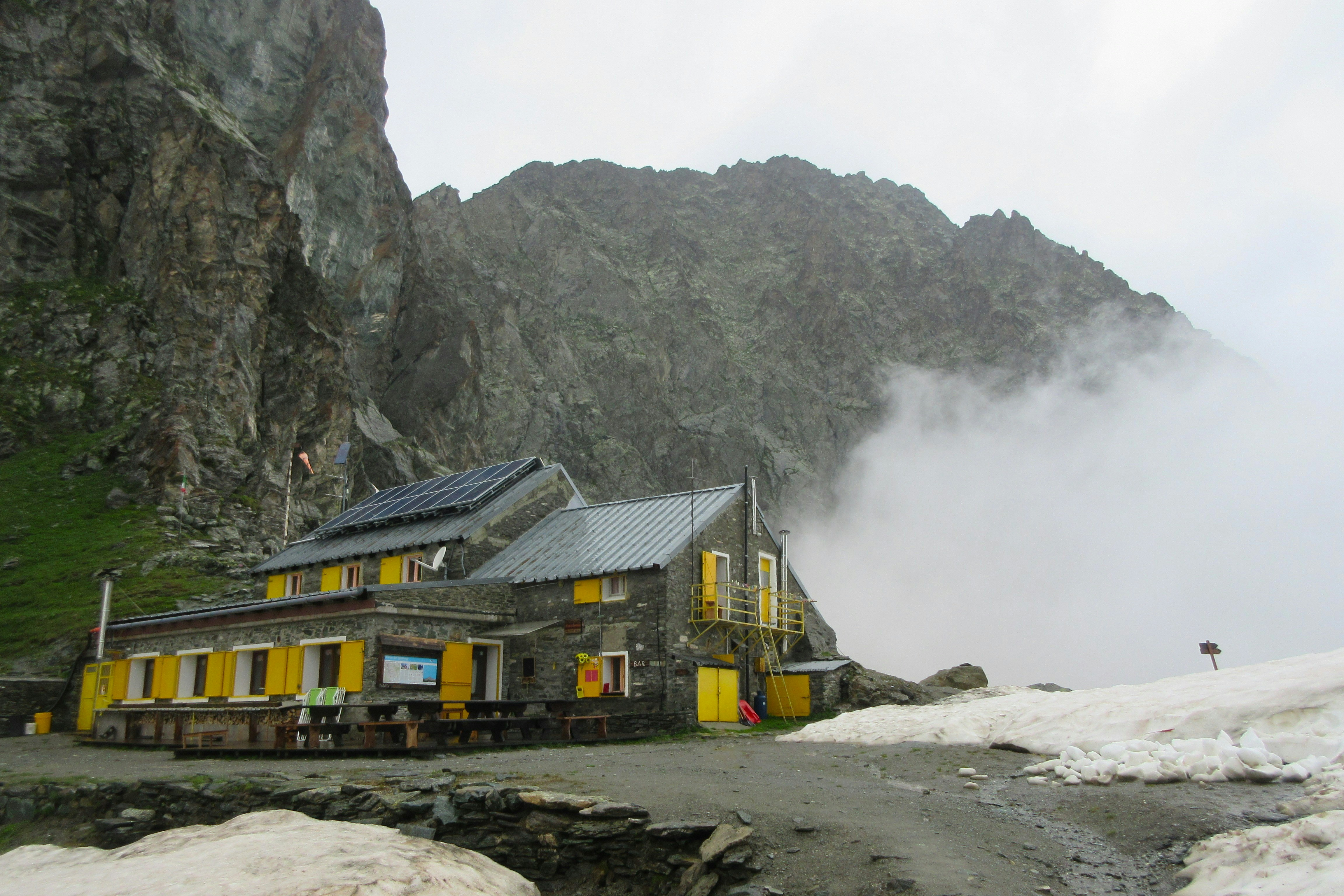
Refuge Vitale Giacoletti, au pied de la punta Udine et devant la punta Venezia.

Plusieurs refuges alpins situés au pied du mont Viso offrent la possibilité de servir de base pour l'ascension ou bien d'étape lors d'un tour du Viso.
Dans la haute-vallée du Pô :
- refuge Quintino Sella (it) (2 640 m) ;
- refuge Vitale Giacoletti (2 741 m).

Dans la haute vallée de la Varaita :
- refuge Vallanta (2 450 m) ;
- refuge Gagliardone (2 430 m).

Enfin côté français, dans la vallée du Guil :
- refuge du Viso (2 460 m) ;
- bivouac Berardo (it) (2 735 m) ;
- bivouac Boarelli ou Forciolline (it) (2 810 m) ;
- bivouac Andreotti (it) (3 225 m) présent sur la voie normale mais à n'utiliser qu'en cas d'urgence.

### Protection environnementale
Le Conseil international de coordination du programme de l'Unesco sur l'Homme et la biosphère (MAB, pour Man and the Biosphere), réuni à Paris du 27 au 30 mai 2013, a décidé d'intégrer le mont Viso au réseau mondial des réserves de biosphère. En juin 2014, cette réserve de biosphère devient une réserve de biosphère transfrontière à cheval entre l'Italie et la France.

## Dans la littérature et l’art

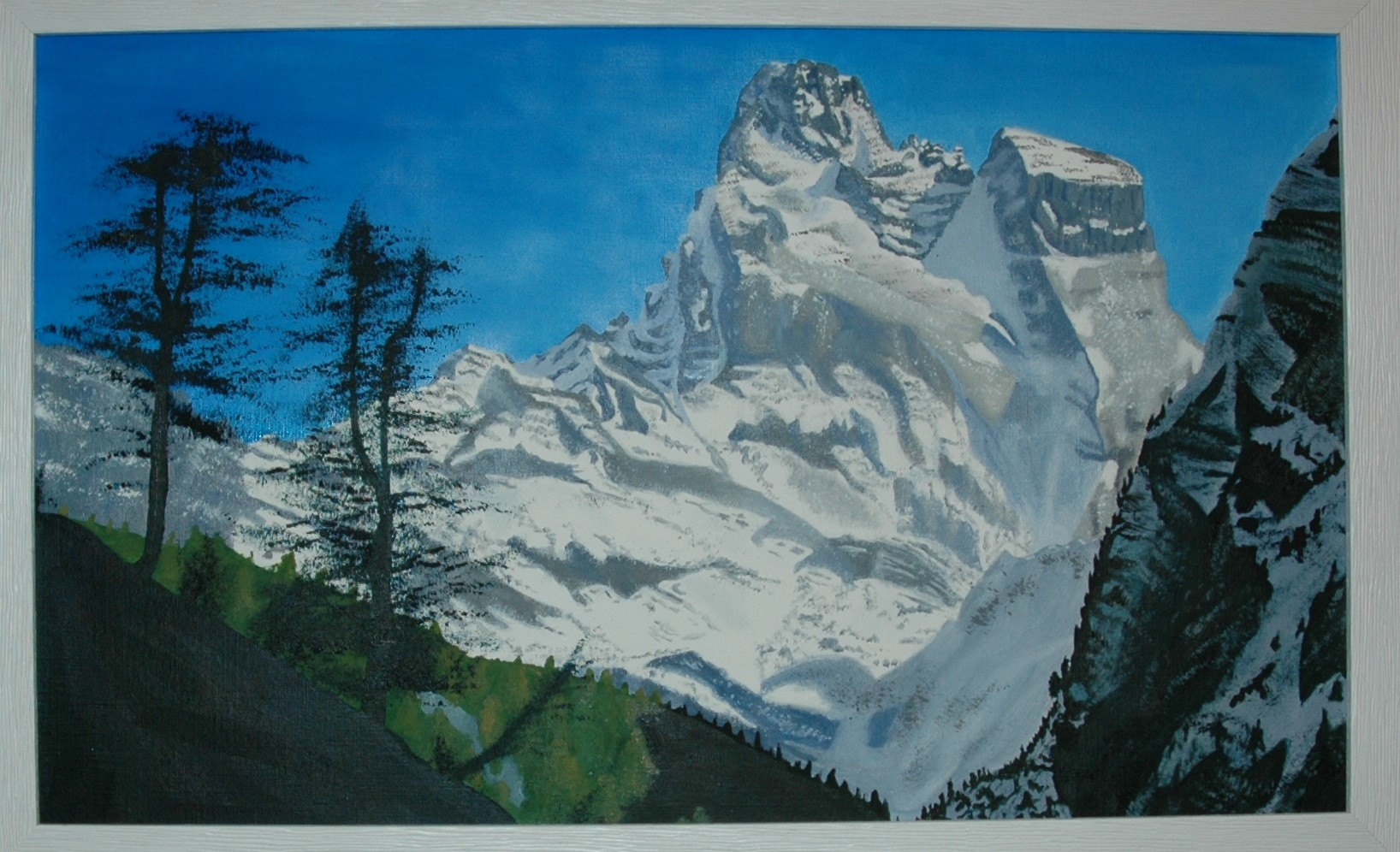
Huile sur toile, vue du grand belvédère du mont Viso, dans la vallée d'Abriès.

L'imposante silhouette du mont Viso, dominant les sommets avoisinants d'au moins 500 m n'a pas manqué d'impressionner les écrivains. Virgile le décrit déjà dans le livre X de l’Énéide, quelques années avant notre ère. Dante, en 1314, dans les chants XVI (vers 95) de l'Enfer et VI (50-51) du Paradis, lui emboîte le pas dans la Divine Comédie et Pétrarque ne manque pas d'en faire autant. La réputation du mont franchit les mers puisque le poète anglais du XIVe siècle Geoffrey Chaucer le cite dans Les Contes de Canterbury.
Un dicton populaire en langue piémontaise illustre le caractère imprévisible de la météorologie en montagne :
« Quand che Viso a l'ha 'l capel, o ch'a fà brut o ch'a fà bel;
ma se 'l capel lo quata tut, o ch'a fà bel o ch'a fà brut »

ce qui signifie à peu près : 
« Quand le Viso a le chapeau [la cime est dans les nuages], ou c'est du mauvais, ou c'est du beau [temps] ;
 mais si le chapeau le couvre tout [entier], ou c'est du beau, ou c'est du mauvais »